# Hydropisphaera macrarenula
Hydropisphaera macrarenula är en svampart som först beskrevs av Samuels, och fick sitt nu gällande namn av Rossman & Samuels 1999. Hydropisphaera macrarenula ingår i släktet Hydropisphaera och familjen Bionectriaceae.   Inga underarter finns listade i Catalogue of Life.